# گهره
گهره، روستایی در دهستان گهره بخش فین شهرستان بندرعباس در استان هرمزگان ایران است. این روستا در کیلومتر ۸۰ جاده بندرعباس به سیرجان و در فاصله ۲ کیلومتری غرب جاده واقع شده است .

## جمعیت
بر پایه سرشماری عمومی نفوس و مسکن در سال ۱۳۹۵، جمعیت این روستا برابر با ۳۱۵ نفر (۱۱۳ خانوار) بوده است.

## نگارخانه

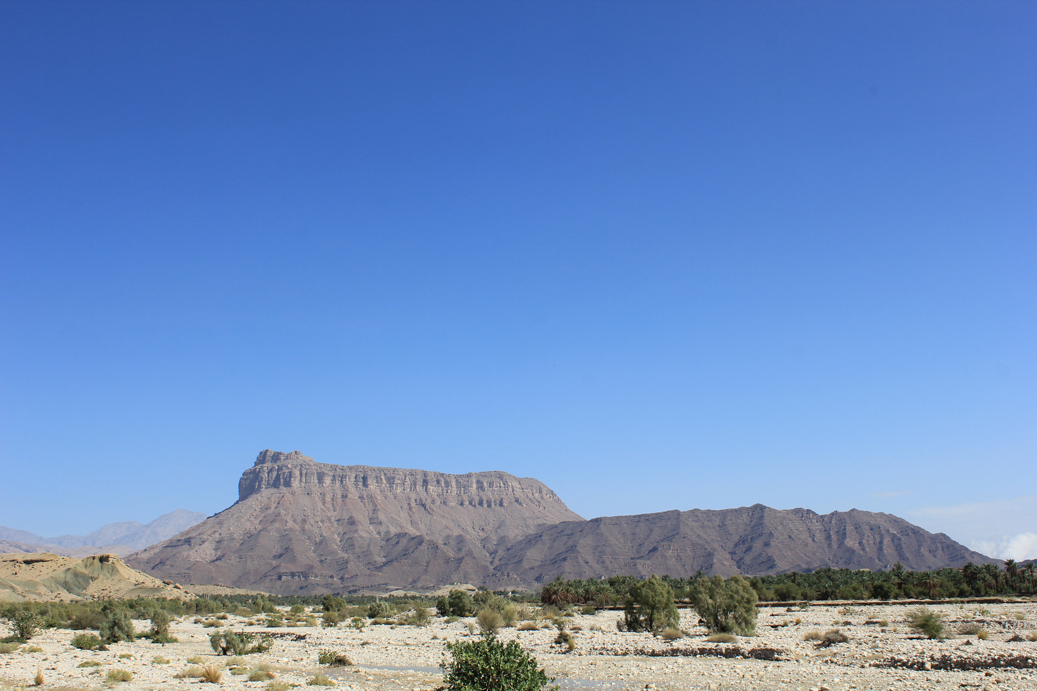
کوه موستوکوه
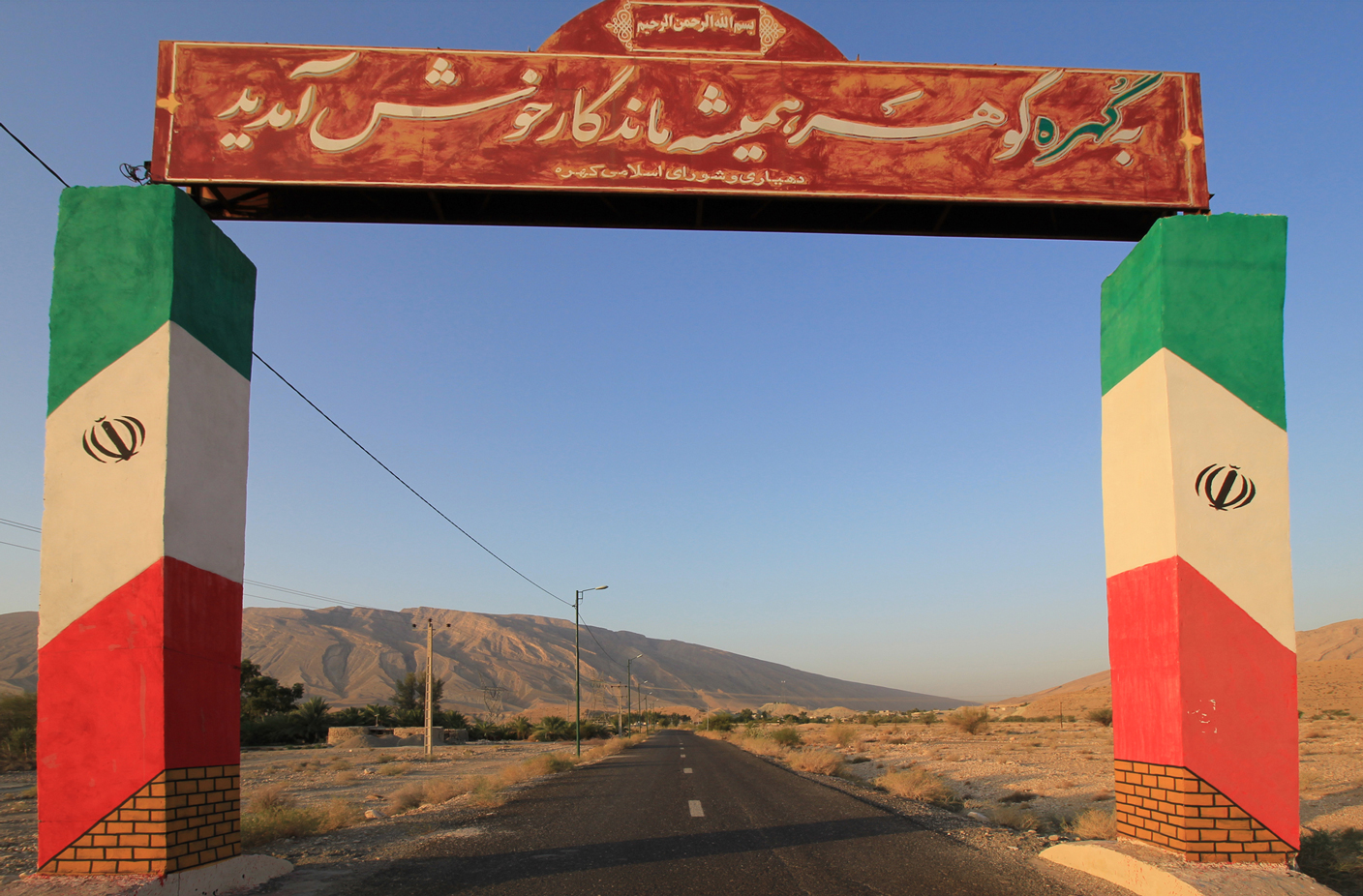
gohreh 2015
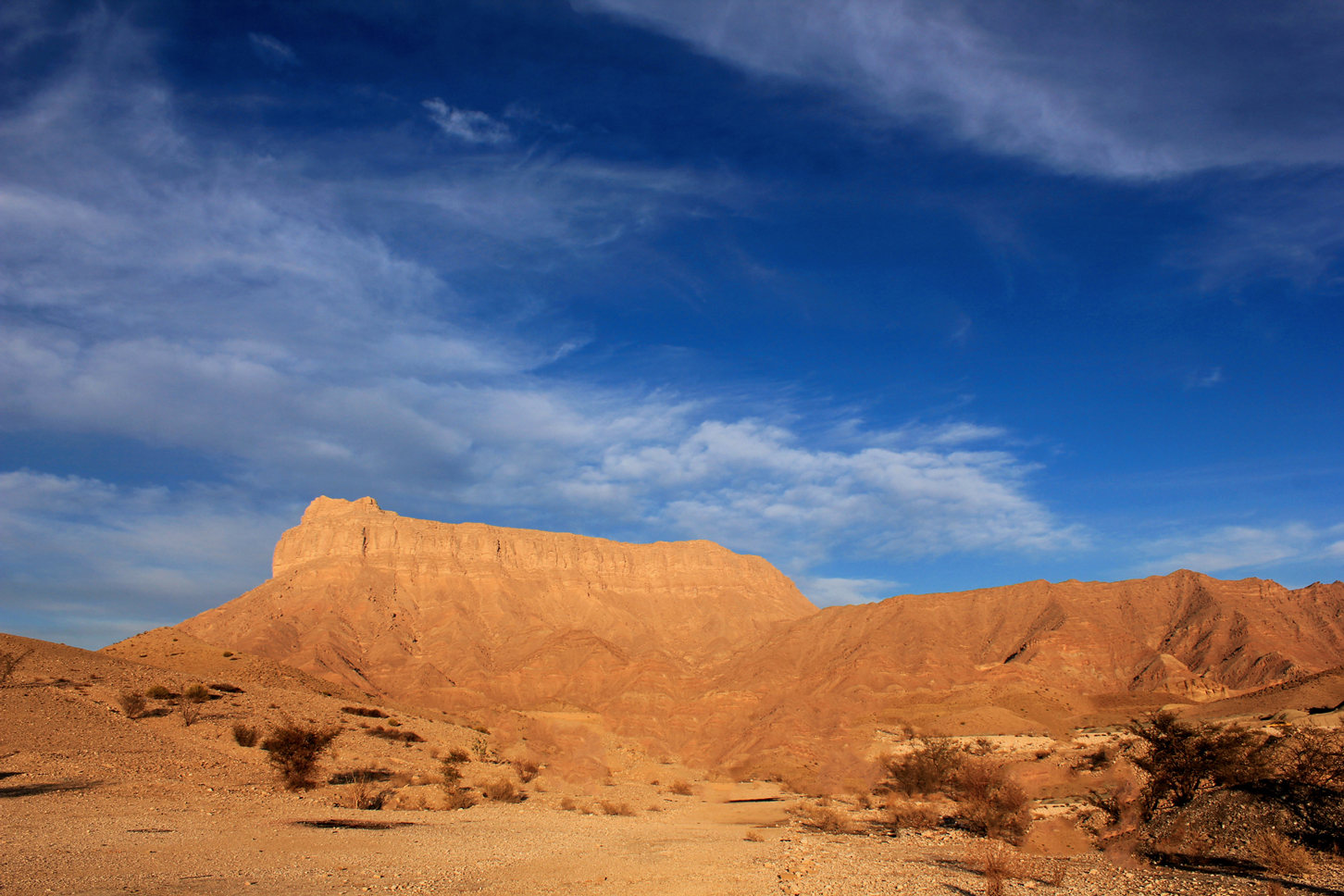
موستوکوه از نمای نزدیک
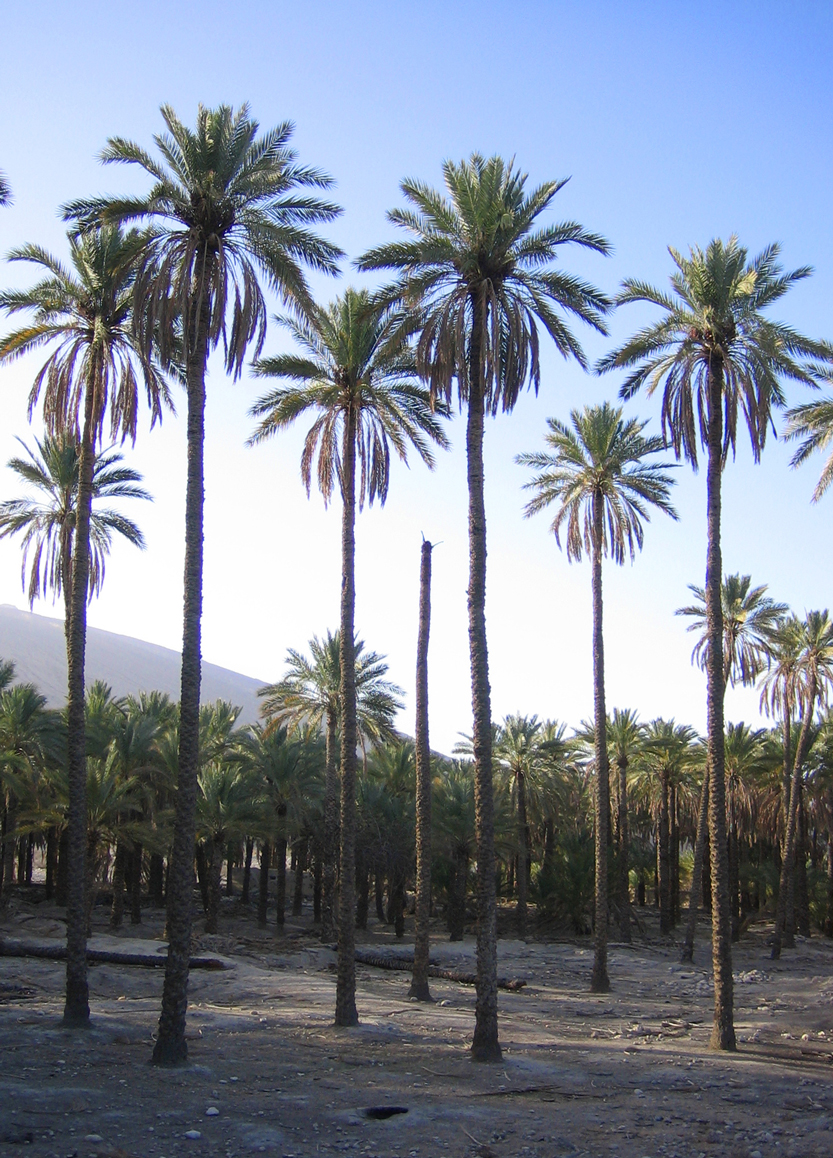
نخلها گهره پایین
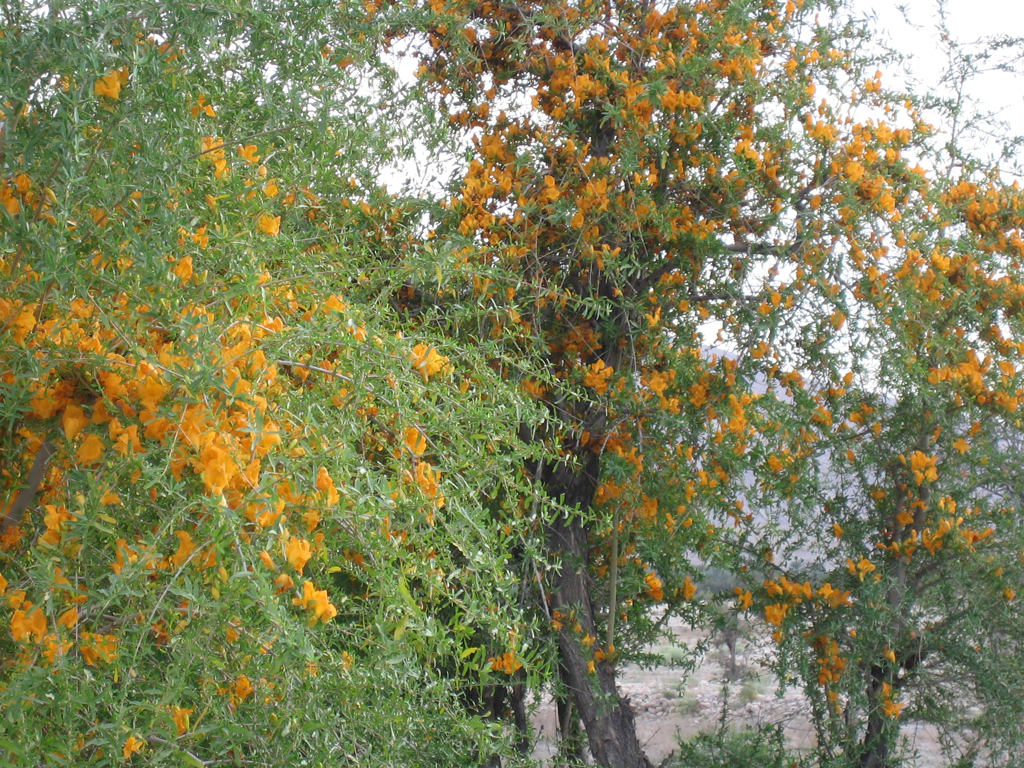
گلهای سیمیل گهره
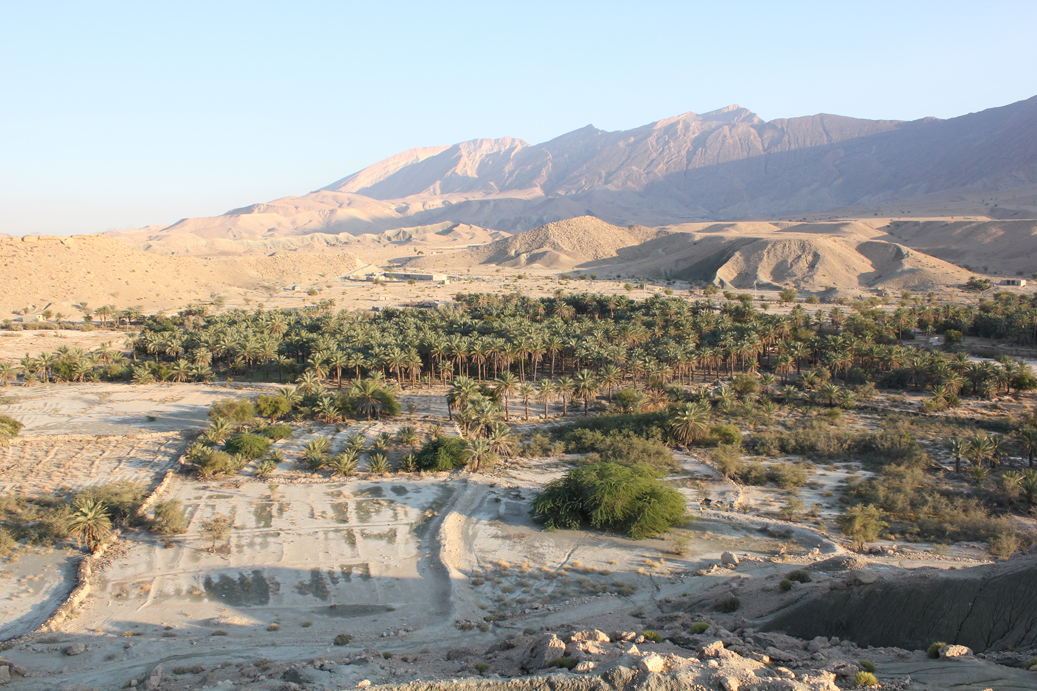
شورابی
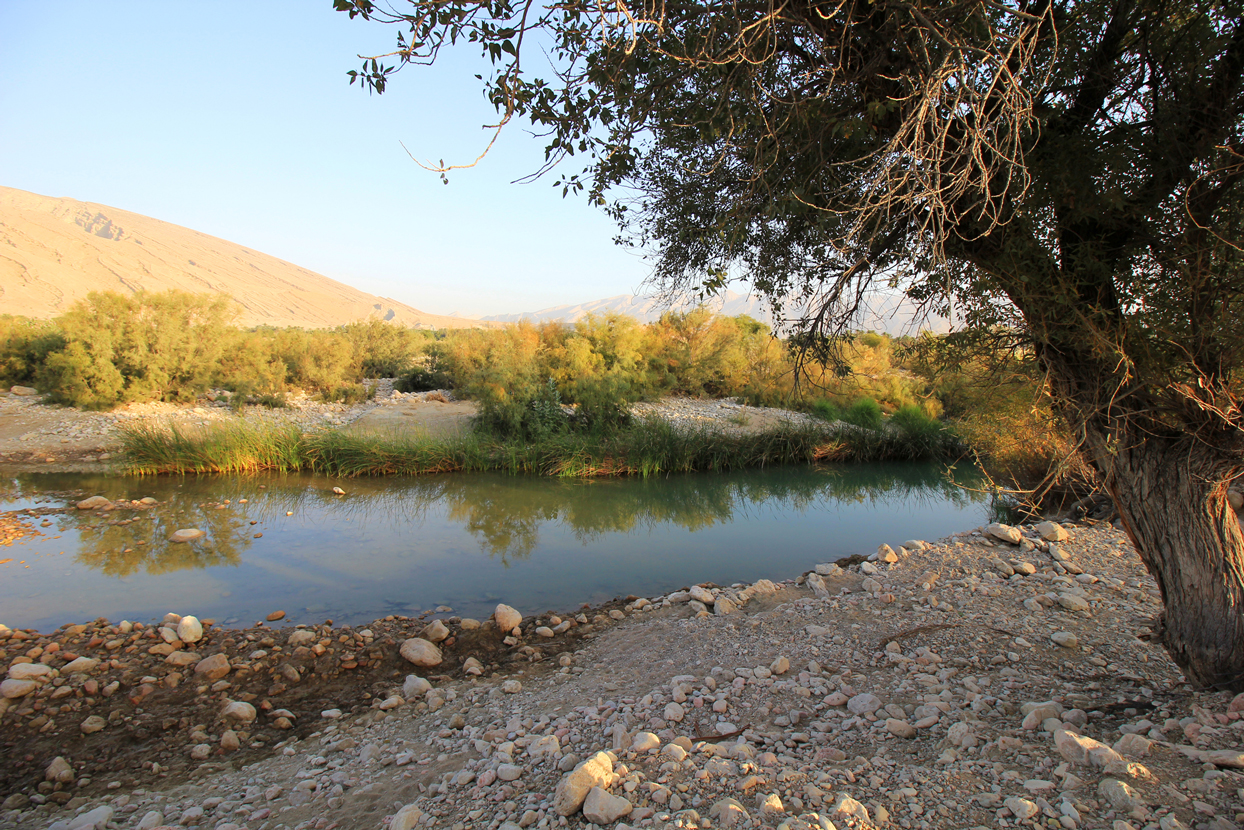
آبگیرشورابی
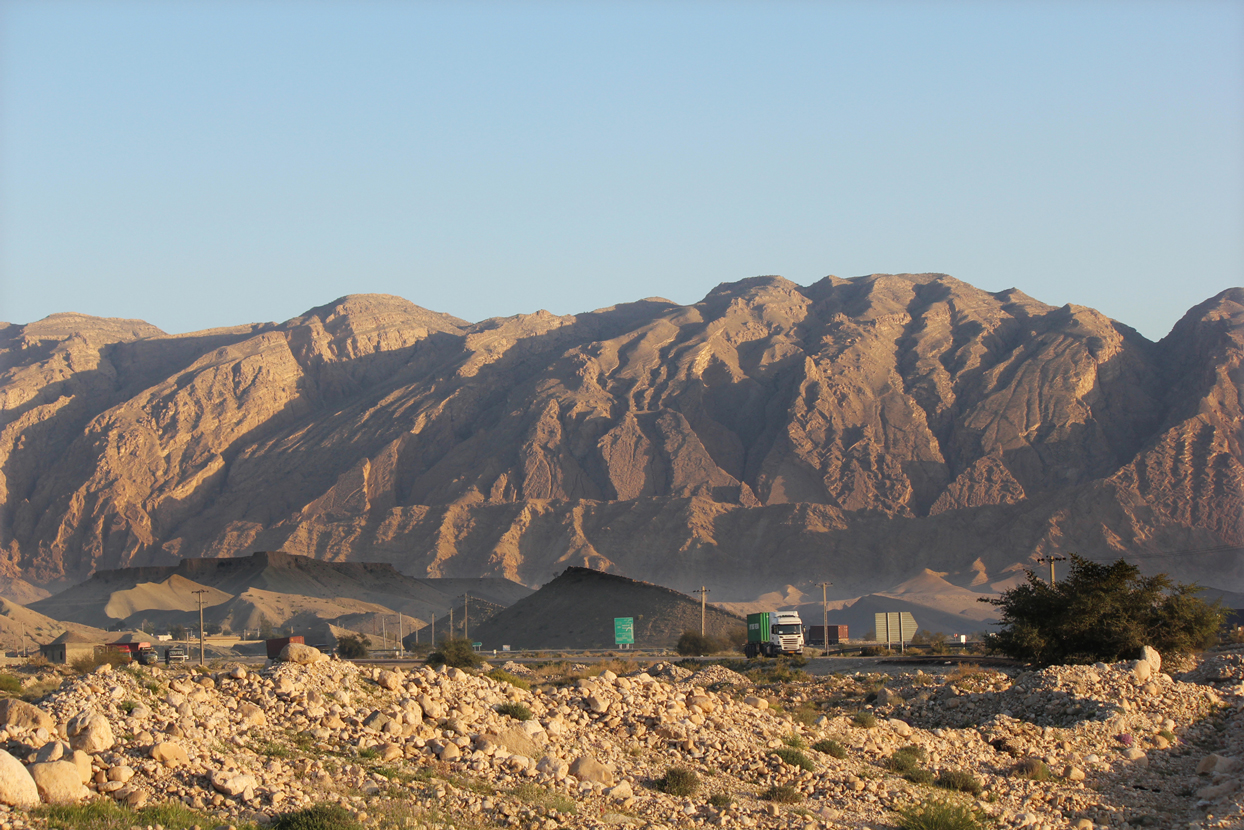
کوه فینو
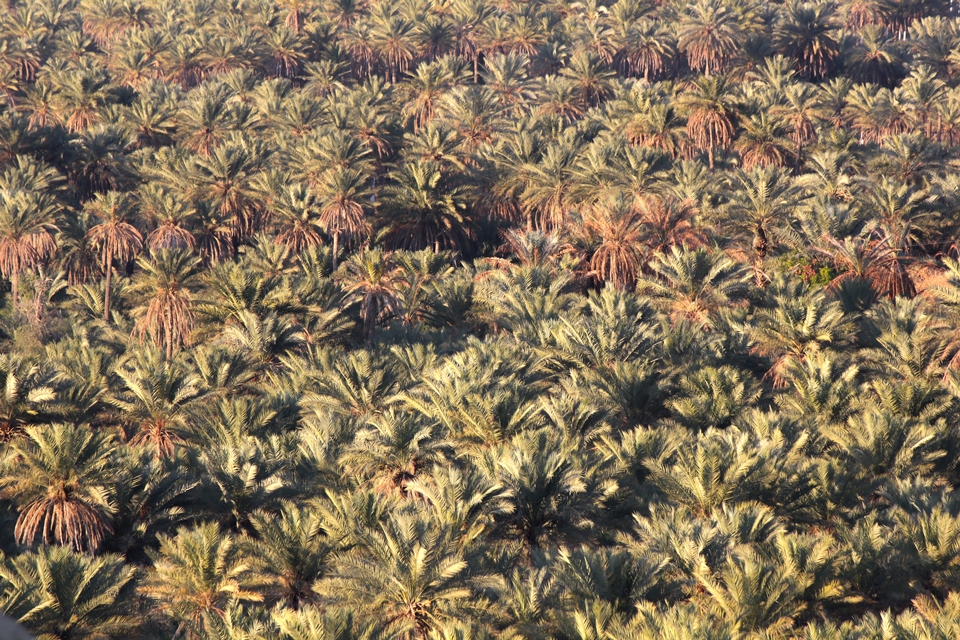
نخلهای گهره
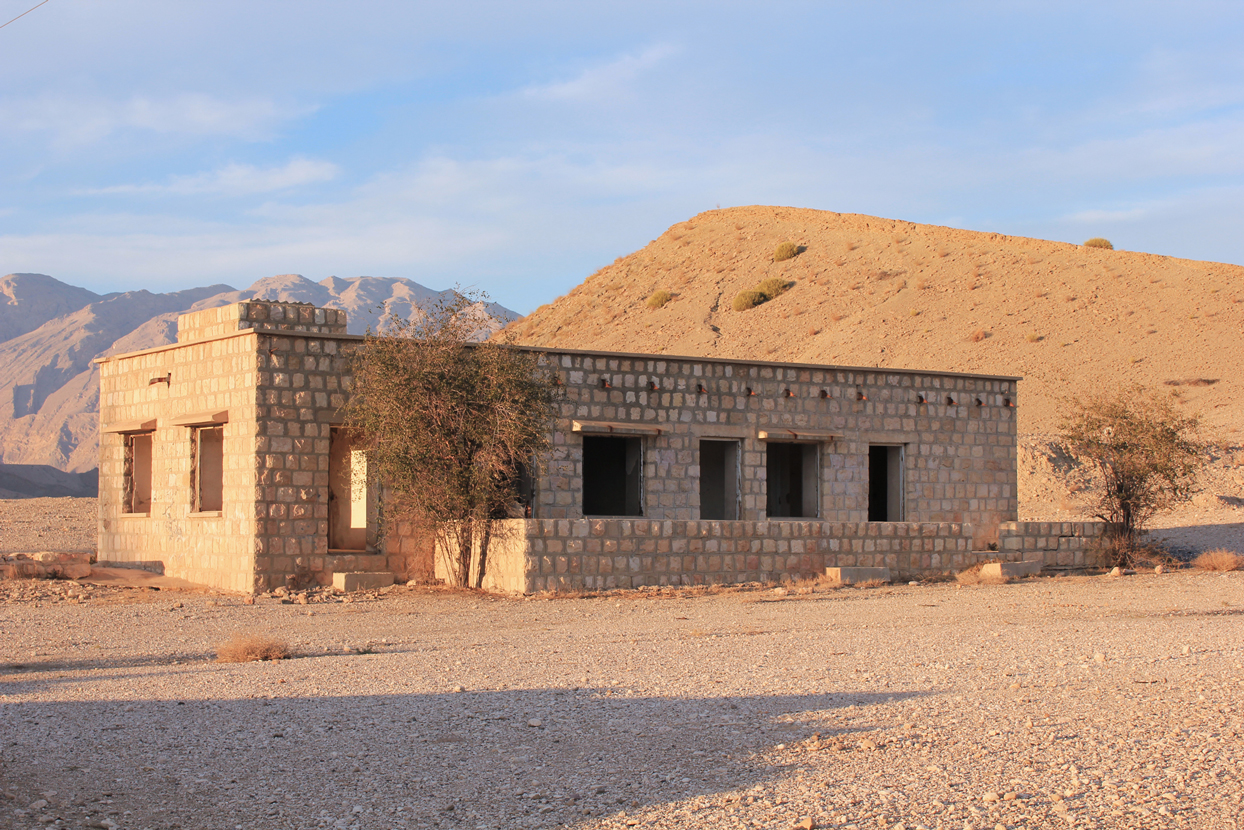
ساختمان-بهداری-قدیم
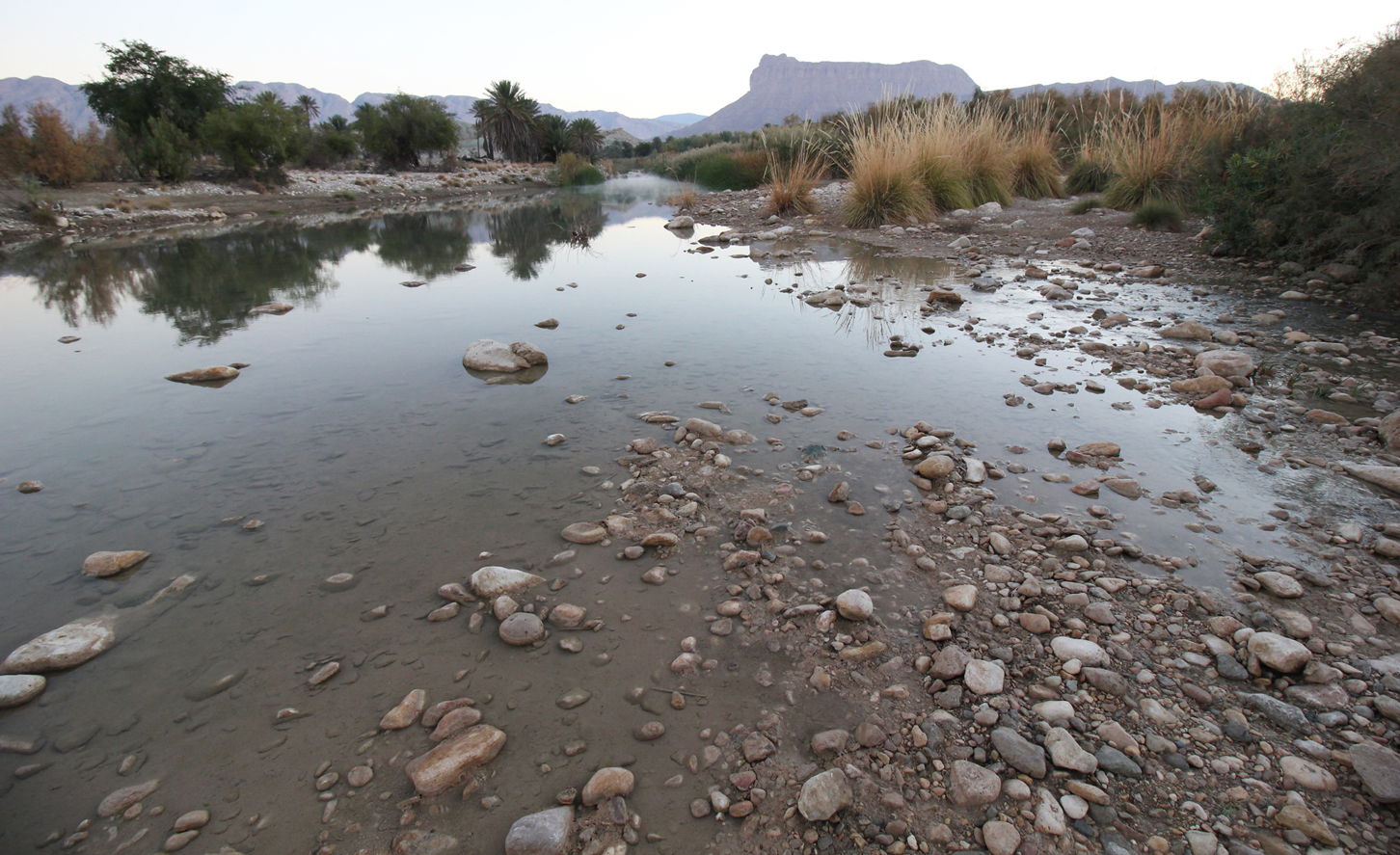
آبگیر-شورابی
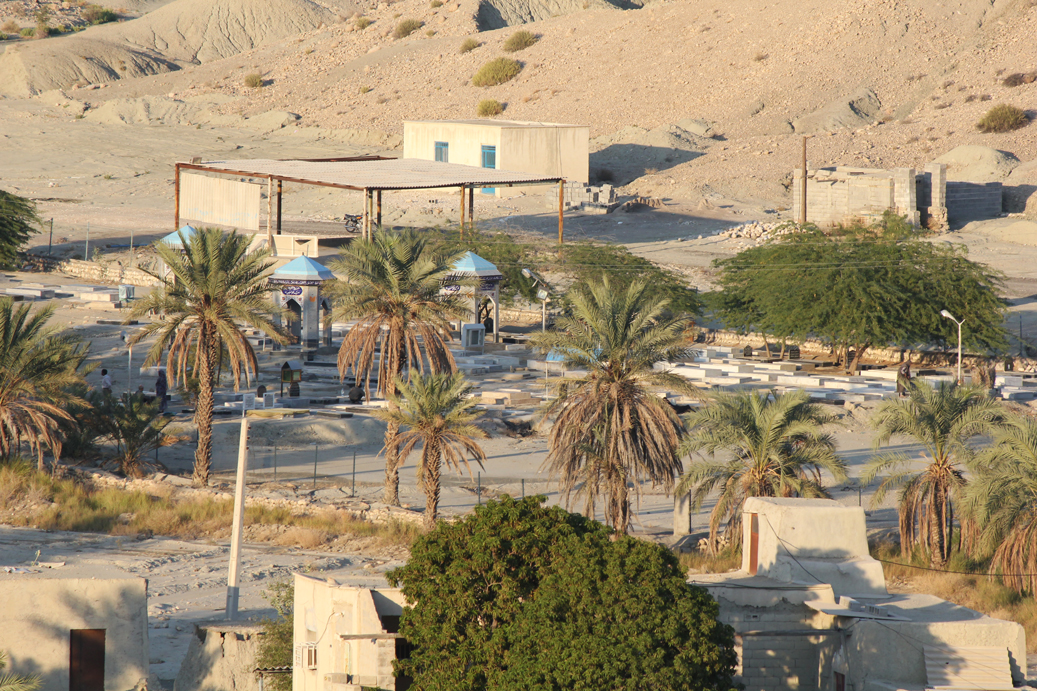
گورستان گهره
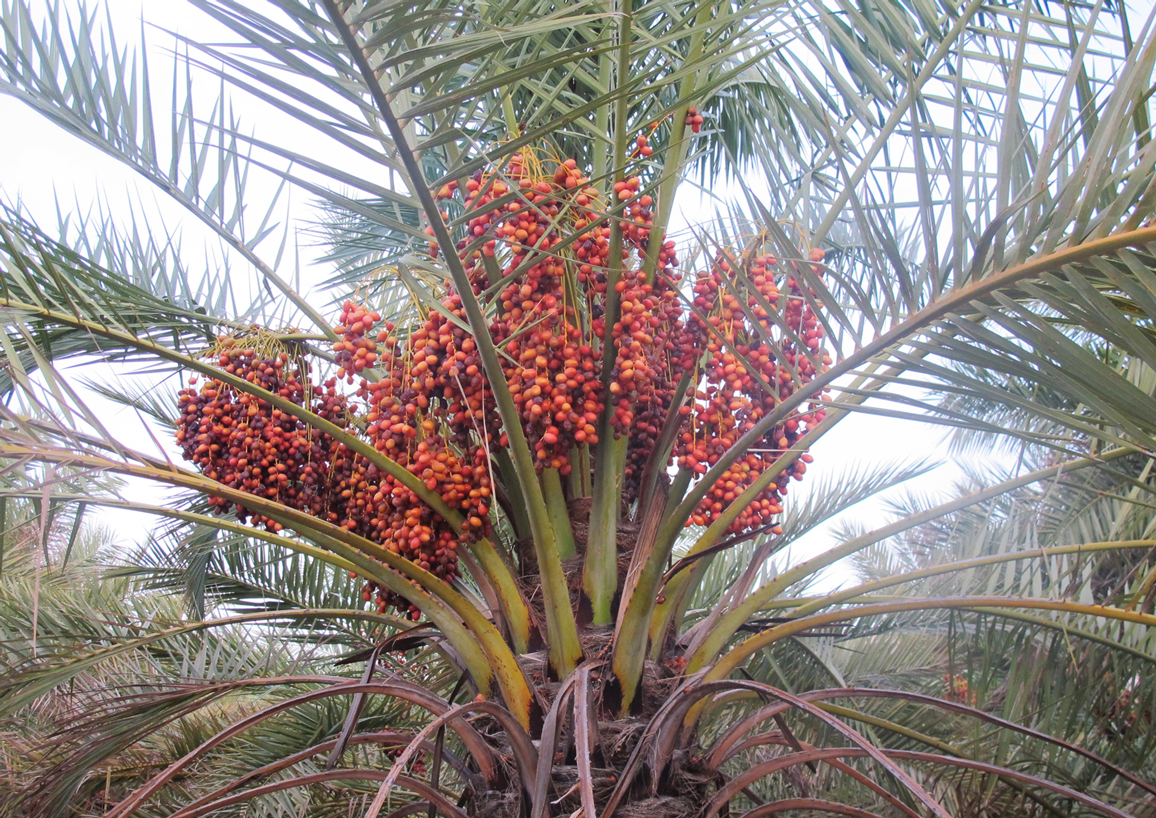
خرمای خاسویی
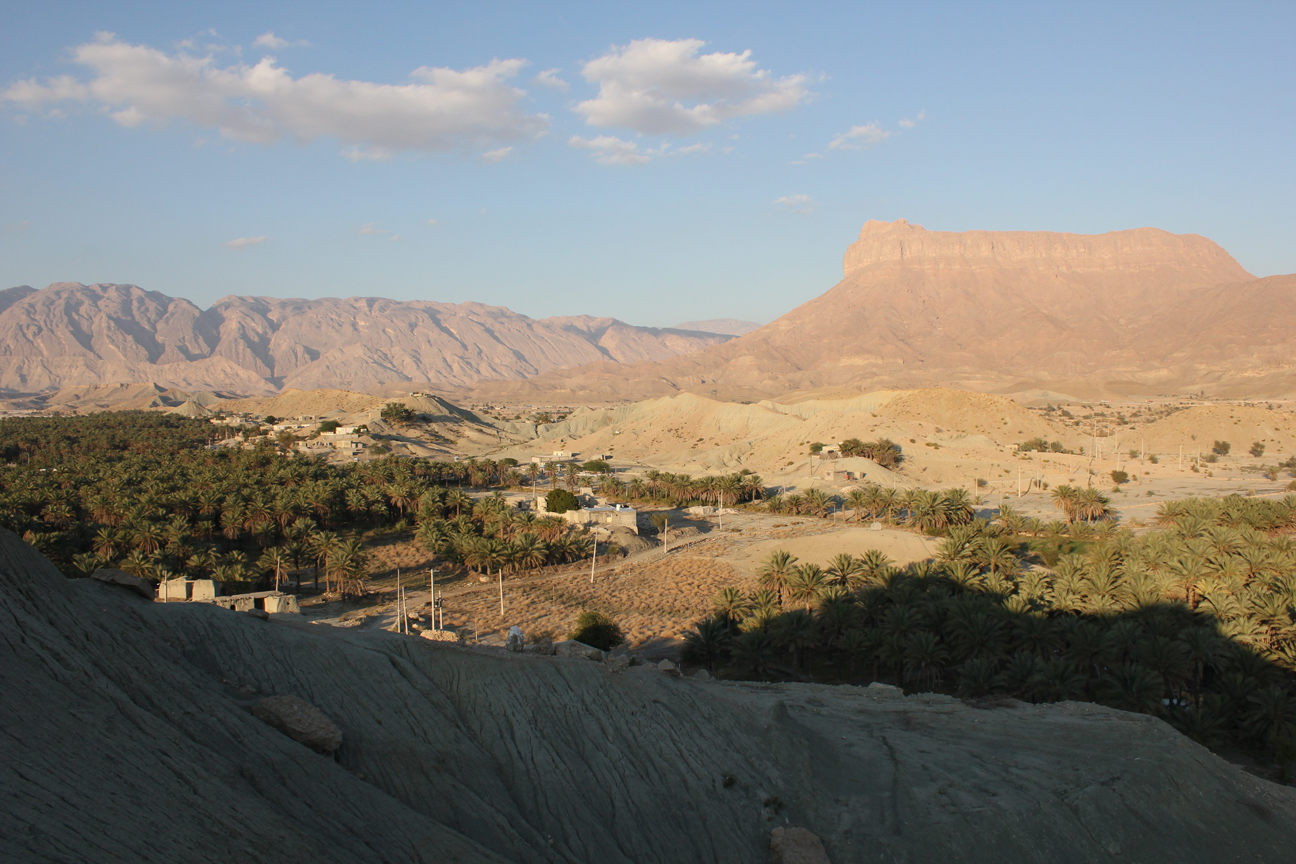
نمایی از گهره